# Vitklöver
Vitklöver (Trifolium repens L.) är en ört som tillhör klöversläktet.

## Beskrivning
Vitklöver blommar från juni till september och är en av Nordens allmännaste växter.
Nedliggande stänglar slår rot från lederna; bladens och blomställningarnas stjälkar står däremot upprätta.
På torra betesmarker bildar denna baljväxt tillsammans med vissa gräs och några andra örter den lågväxta vegetationens huvudmassa; mer, desto mer platsen genom trampning och gödsling övergår till kulturmark. Dess täta, låga mattor, till stor del bildade av sterila skott, är mycket begärliga för hästar och all boskap.
Frukten är en balja, som innehåller tre eller fyra frön.

Blomhuvud

Blomhuvudets utvecklingsförlopp är det för alla klasartade blomställningar utmärkande, nämligen nedifrån uppåt (centripetalt); dessutom böjer sig varje blomma efter avslutad blomning utåt och nedåt. Blomkronan blir därvid brun utan att falla av, varigenom en tydlig gräns uppkommer mellan unga blommor upptill, och de nedre, som redan befinner sig i postfloration. Blomkronan sitter kvar kring den mogna frukten.

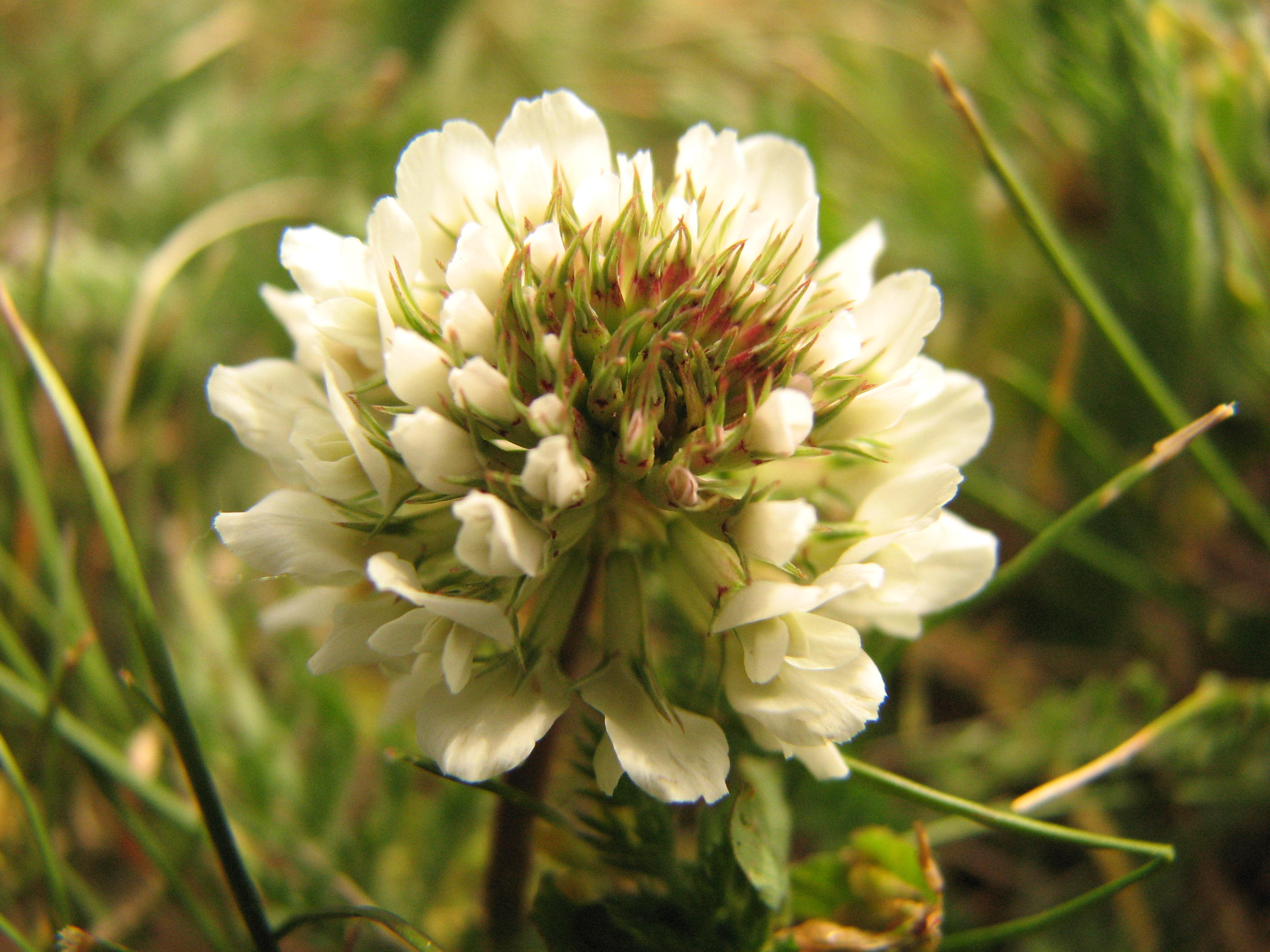
Fruktsättning påbörjad

Betraktar man på kvällen vitklöverns lågväxta bestånd på en öppen gräsplan, kan det vara svårt att vid första påseendet känna igen växten; de små treväpplingarna är som försvunna, och i stället ser man en mängd små blad av gråblå färg. Vitklövern uppvisar nämligen, liksom en mängd andra baljväxter, den periodiska rörelse som man kallar växternas sömn eller bladens nattställning: varje blad har till skydd mot den nattliga värmeutstrålningen lagt de båda sidosmåbladen mot varandra och täckt över dem med det mittersta, som därigenom vänder sin gråaktiga sida uppåt.
Vitklövern är den klöverart som lättast bildar genetiska missbildningar (mutationer) i bladen, vilka ger som resultat att bladet i stället för att bli tredelat blir delat på fyra, det vi kallar för fyrklöver. Även blad med fem eller fler flikar förekommer. Femdelade blad är relativt vanligt sett i förhållande till fyrklövern, men blad med sex eller fler flikar är extremt ovanliga, även jämfört med fyrklöver.

### Förädlade handelssorter[1]
- Svalövs Sveavirklöver
- Morsö, framtagen i Danmark
- Strynö, framtagen i Danmark
- Herovitklöver är uppgragen ur Morsöklöver
- Robusta är uppdragen ur Srynöklöver

Allmänt gäller att frö från sydliga länder har egenskaper, som är mindre lämpade för svenskt klimat. 

## Habitat
Allmän i hela Europa och ett gott stycke in i den tempererade delen av Asien.
I Sverige saknas vitklöver i fjälltrakterna.
Varianten Trifolium repens ssp pratense var maritimum är endemisk längs Östersjön.

### Utbredningkartor
- Norden

I Norge upp till 1 200 m ö h.
- Norra halvklotet

Ej ursprunglig i Nordamerika.

## Biotop
Ängsmark av alla slag, på vägkanter och på vallar.
Vitklövern kräver ljus. Om den blir beskuggad av exempelvis högt gräs intill, växer den dåligt, och kan t o m försvinna helt. Den är känslig för torka.
Om betande djur får i sig alltför mycket vitklöver, kan deras avföring bli lös, närmast diarré.

## Etymologi
- Släktnamnet Trifolium är latin, där tris betyder tre och folium blad. Det syftar på de trefingrade bladen.
- Artepitetet repens är också latin, = krypande och syftar på de nedliggande stjälkarna.

## Användning
Främst som betesmark. Kan frösås på betesvallar.
Vid växtfärgning kan vitklöverblommor användas för att med alun som betmedel färga ylle gult.
Inte bara boskap, utan även djurarten människa kan använda blommorna som mat: Vitklöverblommor kan nyttjas som ingrediens i nödbröd.

## Bygdemål
| Namn      | Trakt                  | Referens | Förklaring                               |
| --------- | ---------------------- | -------- | ---------------------------------------- |
| Hara-popå | Karleby, Gamla Karleby | [ 3 ]    | Blomhuvudet av vitklöver eller rödklöver |

## Folktro
Att lyckas hitta en fyrklöver anses allmänt lyckobringande. Därför förekommer det att man plockar den funna fyrklövern, och lägger in den mellan två blad i en bok som lyckotalisman. Köper man en gammal bok i ett antikvariat är det inte ovanligt att man hitter en sådan lyckoklöver någonstans i boken. Kanske med speciell syftning på det som står på just det uppslaget i boken.

## Bilder

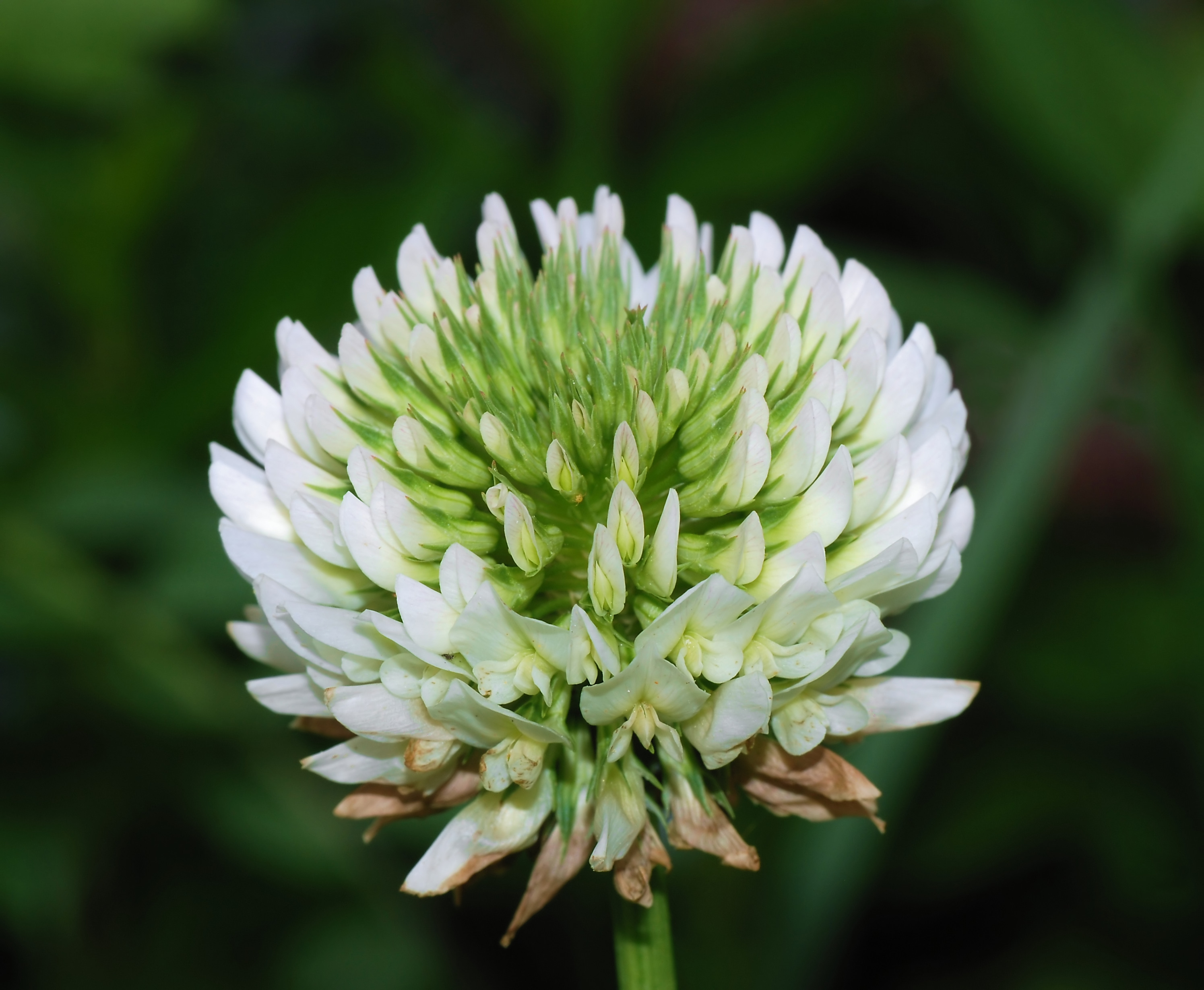
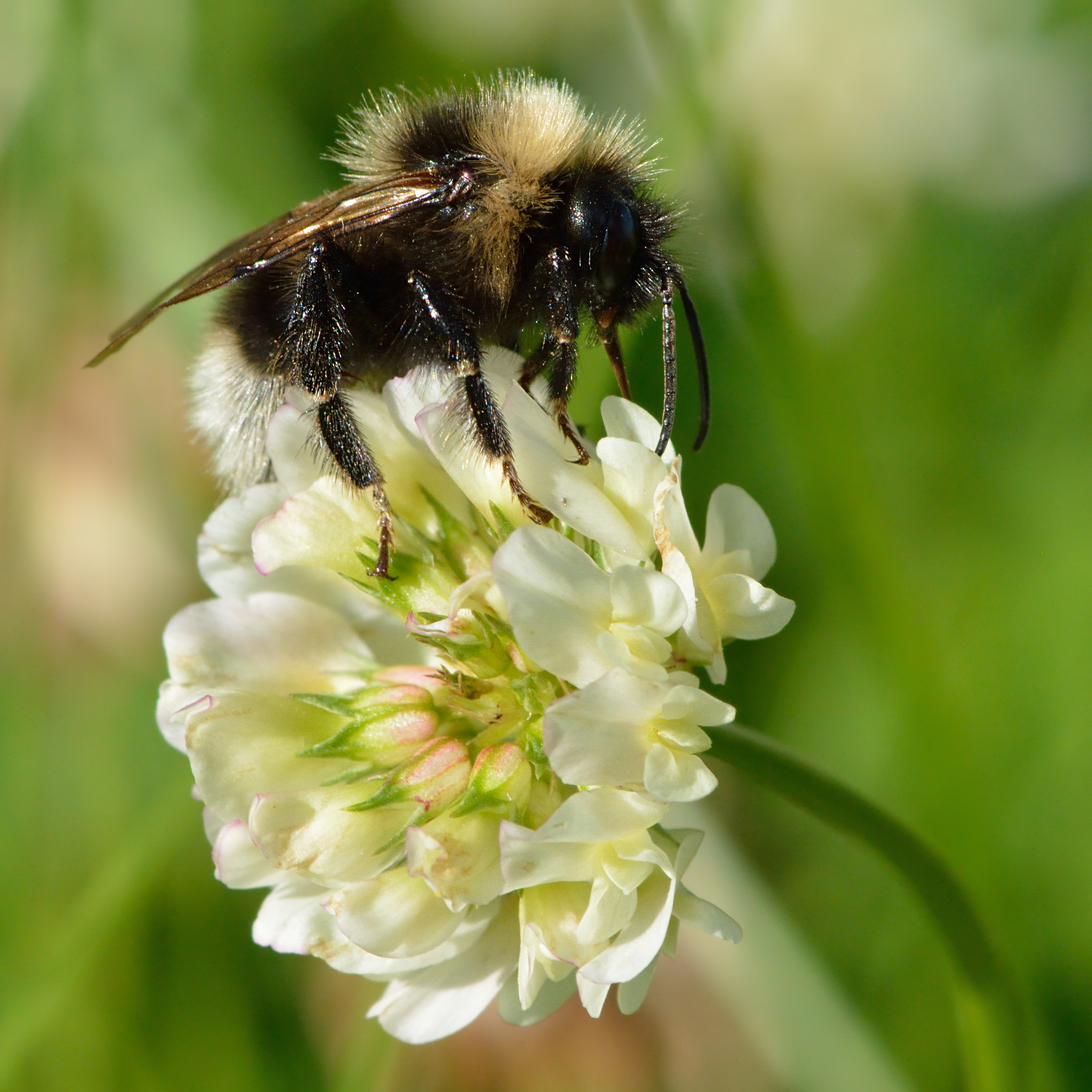
En humla, Bombus barbutellus, pollinerar
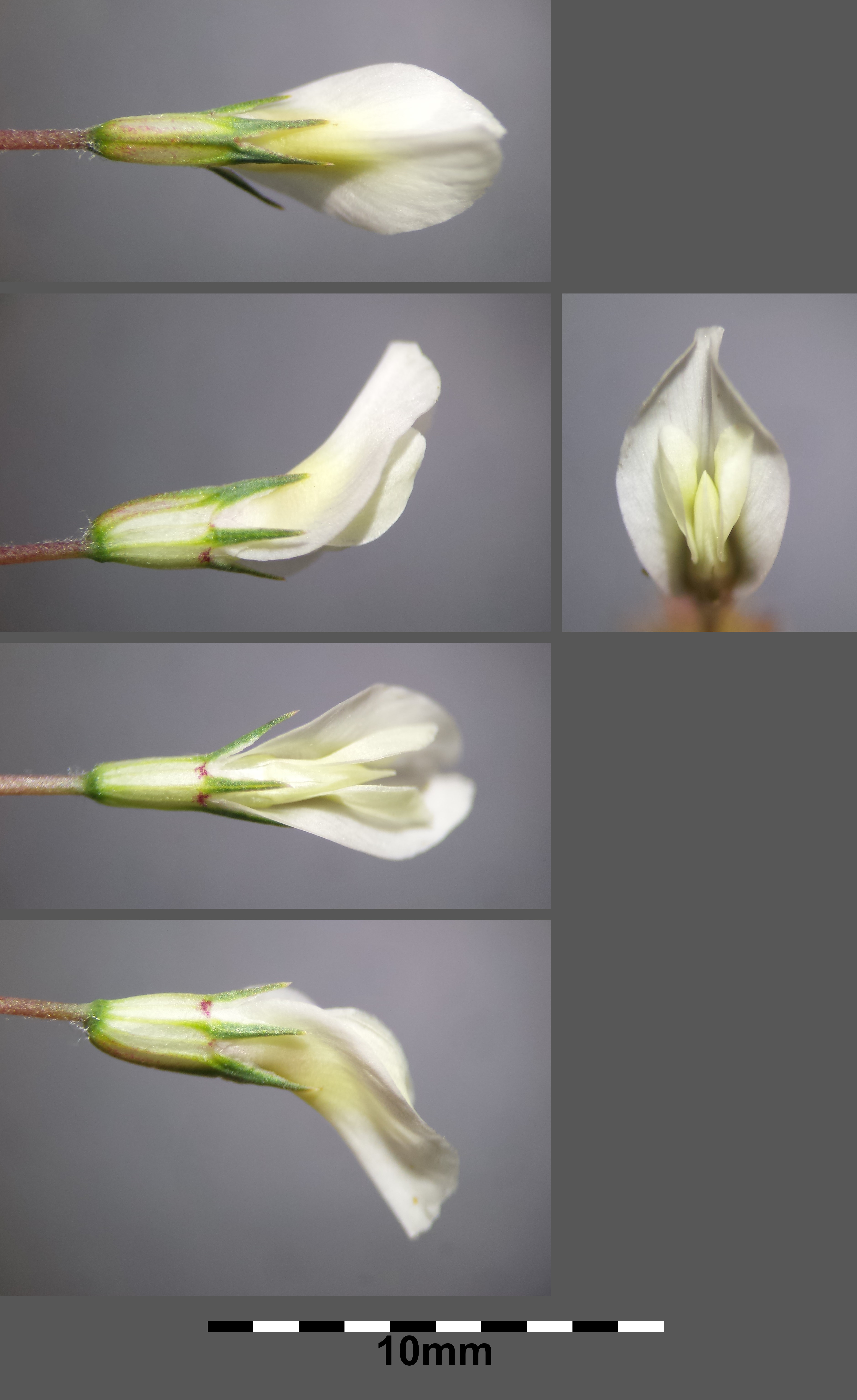
Blomdetaljer (Trifolium repens ssp. repens)
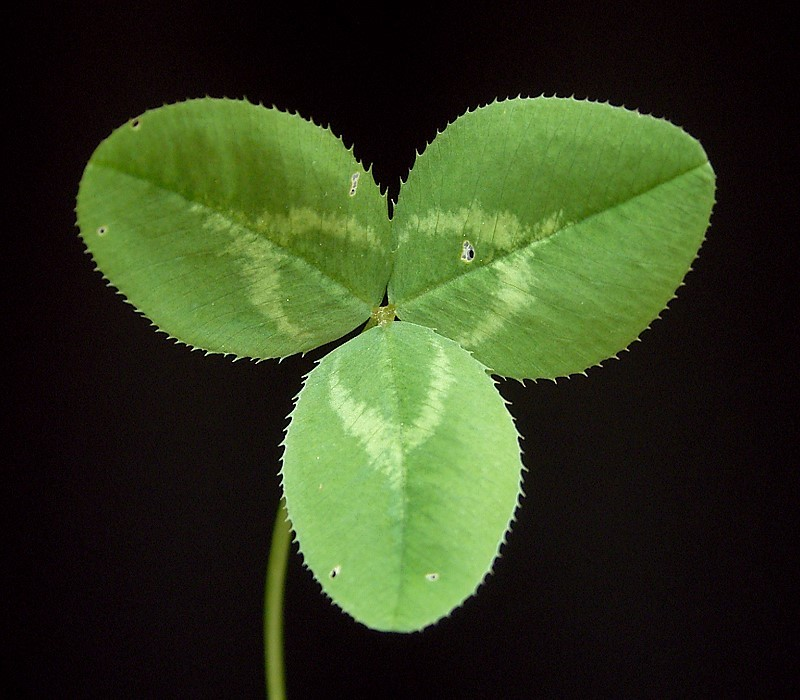
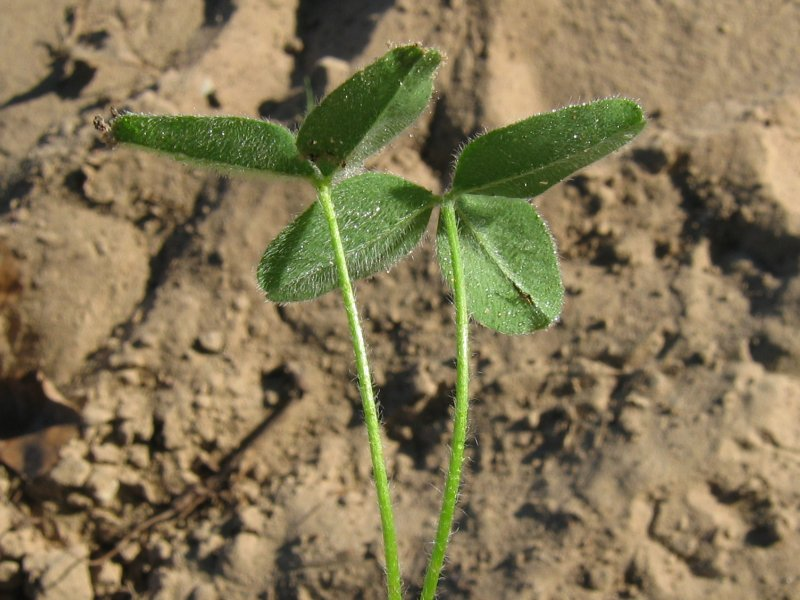
Trifolium repens ssp pratense var maritimum
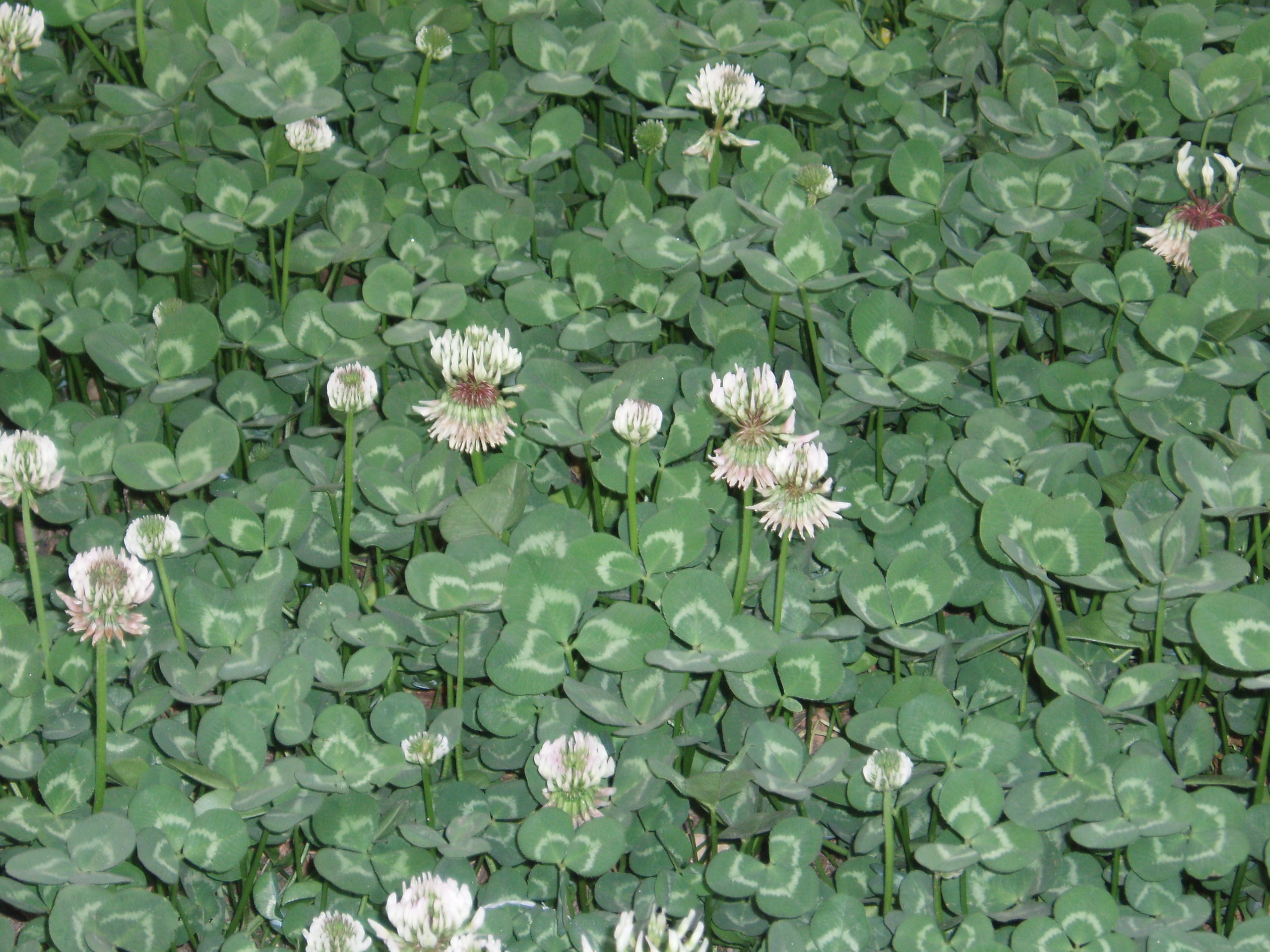
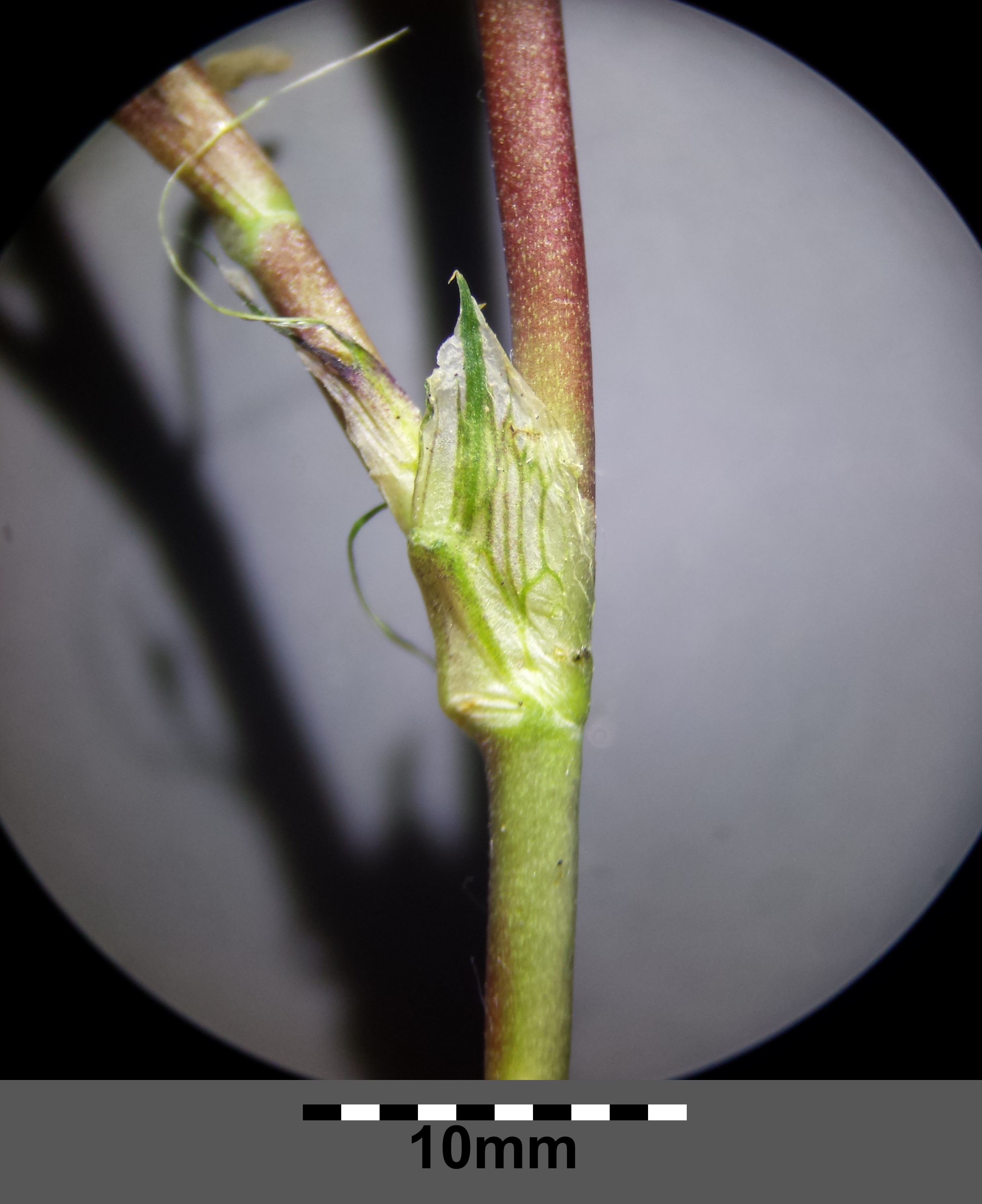
Stipelslida på Trifolium repens ssp. repens
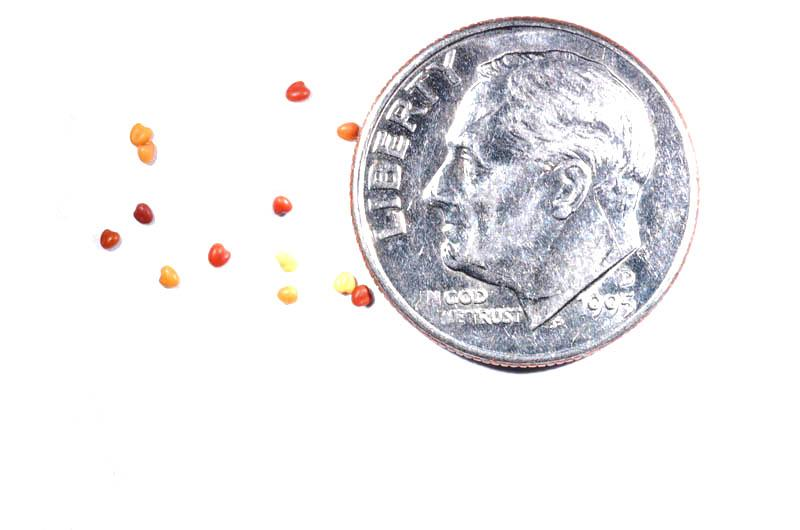
Frön Som storlekjämförelse ett dime-mynt från USA, diameter 18 mm
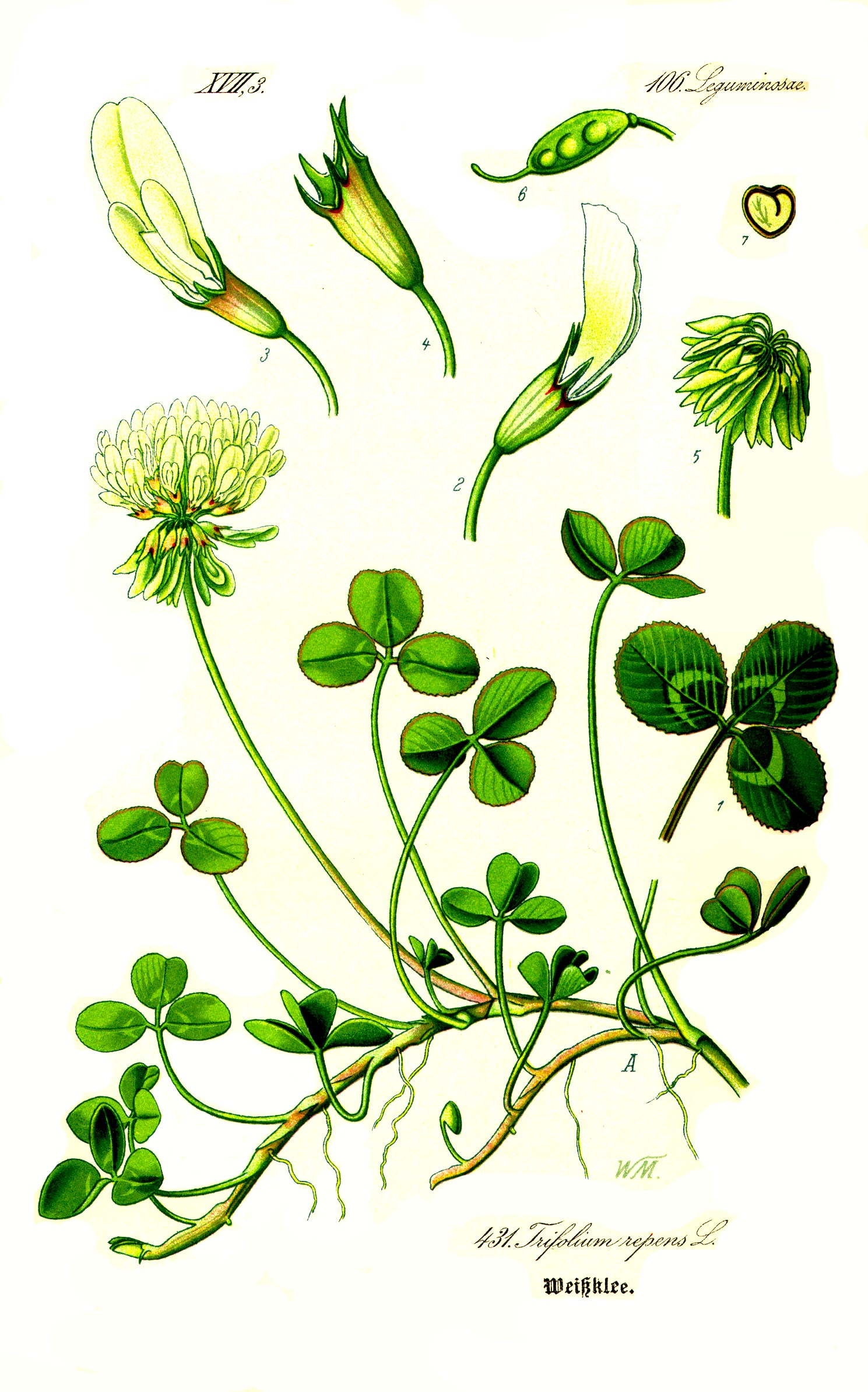
Från Otto Wilhelm Thomé; Flora von Deutschland, Österreich und der Schweiz, Gera, 1885